# العلاقات اليونانية البلغارية
العلاقات اليونانية البلغارية هي العلاقات الثنائية التي تجمع بين اليونان وبلغاريا.

## مقارنة بين البلدين
هذه مقارنة عامة ومرجعية للدولتين:
| وجه المقارنة                                              | اليونان                                                                             | بلغاريا                                                                             |
| --------------------------------------------------------- | ----------------------------------------------------------------------------------- | ----------------------------------------------------------------------------------- |
| المساحة (كم2)                                             | 131.96 ألف                                                                          | 110.99 ألف                                                                          |
| عدد السكان (نسمة)                                         | 10.76 مليون                                                                         | 7.08 مليون                                                                          |
| الكثافة السكانية (ن./كم²)                                 | 81.54                                                                               | 63.79                                                                               |
| العاصمة                                                   | أثينا، نافبليو                                                                      | صوفيا                                                                               |
| اللغة الرسمية                                             | لغة يونانية، اليونانية الديموطيقية ‏                                                 | اللغة البلغارية                                                                     |
| العملة                                                    | يورو، دراخما، فينيكس يوناني ‏                                                        | ليف بلغاري                                                                          |
| الناتج المحلي الإجمالي (بليون دولار)                      | 200.29 مليار                                                                        | 56.83 مليار                                                                         |
| الناتج المحلي الإجمالي (تعادل القوة الشرائية) بليون دولار | 285.45 مليار                                                                        | 130.99 مليار                                                                        |
| الناتج المحلي الإجمالي الاسمي للفرد دولار أمريكي          | 18.00 ألف                                                                           | 8.03 ألف                                                                            |
| الناتج المحلي الإجمالي للفرد دولار أمريكي                 | 26.85 ألف                                                                           | 17.21 ألف                                                                           |
| مؤشر التنمية البشرية                                      | 0.865                                                                               | 0.782                                                                               |
| رمز المكالمات الدولي                                      | +30                                                                                 | +359                                                                                |
| رمز الإنترنت                                              | .gr                                                                                 | .bg، .бг ‏                                                                           |
| المنطقة الزمنية                                           | توقيت شرق أوروبا، ت ع م+02:00، ت ع م+03:00، توقيت شرق أوروبا الصيفي ‏، أوروبا/أثينا ‏ | ت ع م+02:00، ت ع م+03:00، أوروبا/صوفيا ‏، توقيت شرق أوروبا، توقيت شرق أوروبا الصيفي ‏ |

## مدن متوأمة
في ما يلي قائمة باتفاقيات التوأمة بين مدن يونانية وبلغارية:
- ترتبط أليكساندروبولي مع بورغاس باتفاقية توأمة.
- ترتبط كافالا مع فارنا باتفاقية توأمة منذ 1998.[18][18]
- ترتبط كالاماريا مع ديميتروفغراد باتفاقية توأمة.
- ترتبط بيريستيري مع روسه باتفاقية توأمة.
- ترتبط Maroneia [الإنجليزية]‏ مع Kirkovo [الإنجليزية]‏ باتفاقية توأمة.
- ترتبط بروزة مع تريافنا باتفاقية توأمة.
- ترتبط إذيسا مع بلفن باتفاقية توأمة.
- ترتبط فولوس مع بلفن باتفاقية توأمة منذ 2007.
- ترتبط سيرس مع بلاغويفغراد باتفاقية توأمة منذ 3 مايو 1988.
- ترتبط كسانثي مع سموليان باتفاقية توأمة.
- ترتبط كوموتيني مع كارجلي باتفاقية توأمة.
- ترتبط فيريا مع كازنلاك باتفاقية توأمة.
- ترتبط كاندية مع برنيك باتفاقية توأمة.
- ترتبط أثينا مع صوفيا باتفاقية توأمة منذ 18 سبتمبر 1991.
- ترتبط ناوسا مع أسينوفغراد باتفاقية توأمة منذ 2000.[19]
- ترتبط سلانيك مع بلوفديف باتفاقية توأمة منذ 1984.
- ترتبط بيرايوس مع فارنا باتفاقية توأمة منذ 1985.
- ترتبط كوزاني مع تارغوفيشته باتفاقية توأمة.
- ترتبط كيلكيس مع أسينوفغراد باتفاقية توأمة.

## منظمات دولية مشتركة
يشترك البلدان في عضوية مجموعة من المنظمات الدولية، منها:
| علم المنظمة | اسم المنظمة                               | تاريخ انضمام اليونان | تاريخ انضمام بلغاريا |
| ----------- | ----------------------------------------- | -------------------- | -------------------- |
|             | الاتحاد الأوروبي                          | 1981                 | 2007                 |
|             | وكالة ضمان الاستثمار متعدد الأطراف        | 30 أغسطس 1993        | 23 سبتمبر 1992       |
|             | الأمم المتحدة                             | 25 أكتوبر 1945       | 14 ديسمبر 1955       |
|             | الفريق المعني برصد الأرض                  | ?                    | ?                    |
|             | منظمة حظر الأسلحة الكيميائية              | ?                    | ?                    |
|             | منظمة التجارة العالمية                    | 1995                 | 1 ديسمبر 1996        |
|             | منظمة الشرطة الجنائية الدولية             | ?                    | ?                    |
|             | منظمة الأمن والتعاون في أوروبا            | 25 يونيو 1973        | 25 يونيو 1973        |
|             | حلف شمال الأطلسي                          | 18 فبراير 1952       | 29 مارس 2004         |
|             | نظام تحكم تكنولوجيا القذائف               | 1992                 | 2004                 |
|             | يونسكو                                    | 4 نوفمبر 1946        | 17 مايو 1956         |
|             | مجلس أوروبا                               | 9 أغسطس 1949         | 7 مايو 1992          |
|             | الاتحاد البريدي العالمي                   | ?                    | ?                    |
|             | البنك الدولي للإنشاء والتعمير             | 27 ديسمبر 1945       | 25 سبتمبر 1990       |
|             | اتفاقية السماوات المفتوحة                 | ?                    | ?                    |
|             | منظمة التعاون الاقتصادي للبحر الأسود      | ?                    | ?                    |
|             | الاتحاد الدولي للاتصالات                  | 1866                 | 18 سبتمبر 1880       |
|             | مؤسسة التمويل الدولية                     | 26 سبتمبر 1957       | 22 يوليو 1991        |
|             | المنظمة الأوروبية لسلامة الملاحة الجوية   | 1988                 | 1997                 |
|             | المركز الدولي لتسوية المنازعات الاستشارية | 21 مايو 1969         | 13 مايو 2001         |
|             | مجموعة أستراليا                           | 1985                 | 2001                 |
|             | مجموعة الموردين النوويين                  | ?                    | ?                    |

## وصلات خارجية
- موقع وزارة الخارجية اليونانية
- موقع وزارة الخارجية البلغارية